# Замок Флинт
Замок Флинт (англ. Flint Castle, валл. Castell y Fflint) — средневековый замок во Флинте, Флинтшир, Уэльс. Первый замок, построенный во время кампании короля Эдуарда I по завоеванию Уэльса. Месторасположение замка выбрано из стратегических соображений, поскольку всего в одном дне пути находился Честер, припасы можно было доставлять по реке Ди, а во время отлива образовывался брод на английскую территорию.

## История
Флинт стал первым замком будущего «Железного кольца» Эдуарда I — цепи крепостей, окружающей Северный Уэльс. Работа над замками цепи началась практически сразу после того, как король начал Первую валлийскую войну в 1277 году. Он был заложен Ричардом Ленженуром, который в 1304 году стал мэром Честера. С ноября 1280 года по личному распоряжению короля Эдуарда I руководить строительством прибыл выдающийся архитектор своего времени Джеймс из Сент-Джорджа, и изначально медленный темп работы был значительно ускорен. Джеймс из Сент-Джорджа в замке 17 месяцев, а затем переместился в замок Рудлан. В 1284 году работы были завершены. 
Пять лет спустя валлийские войска под командованием Давида ап Грифида, брата Лливелина ап Грифида, осадили замок в попытке сбросить английское владычество. В 1294 году Флинт вновь подвергся нападению во время восстания Мадога ап Лливелина; на этот раз констебль замка был вынужден поджечь крепость, чтобы не дать валлийцам её взять. Позже замок был восстановлен и частично перестроен.

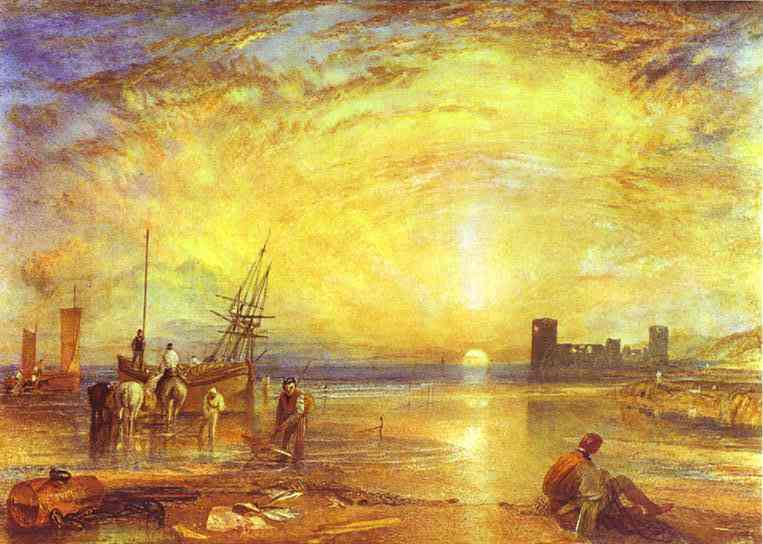
Замок Флинт. Уильям Тёрнер, акварель, 1838 г.

После окончания валлийских войн вокруг замка вырос новый город. Территория насаждений была защищена рвом с палисадом на земляном валу. Его очертания можно угадать по узорам улиц.
В 1399 году Генрих Болингброк удерживал в замке короля Ричарда II, прежде чем отпустить его в Лондон.
Во время гражданской войны в Англии замок Флинт занимали роялисты. Он был взять силами парламента лишь в 1647 году после трёхмесячной осады. Чтобы предотвратить его дальнейшее использование в войне, замок по приказу Кромвеля был разрушен.
К XIX веку часть внешнего дворца использовалась под тюрьму графства Флинтшир, а рядом функционировал карьер.
В настоящее время руины замка Флинт являются памятником архитектуры первой степени и управляются Cadw. Доступ открыт для публики.